# Snowshoe
| Snowshoe                     | Snowshoe                        |
| Snowshoe-Katze               | Snowshoe-Katze                  |
| Standard Tica: SN            | Standard Tica: SN               |
| ---------------------------- | ------------------------------- |
| Schulterhöhe                 |                                 |
| Länge                        |                                 |
| Gewicht                      | Kater: bis 5 kg Katze: ca. 3 kg |
| erlaubte Farben              |                                 |
| nicht erlaubte Farben        |                                 |
| erlaubte Fellzeichnung       |                                 |
| nicht erlaubte Fellzeichnung |                                 |
| Liste der Katzenrassen       |                                 |

Snowshoe (englisch; deutsch: Schneeschuh) ist die Bezeichnung einer Katzenrasse.
Nach ihren auffälligen weißen Pfoten benannt, vereint diese Rasse die Abzeichen einer Siamkatze mit weißen Partien. Es gibt zwei Fellmuster: a) Behandschuht mit begrenztem Weißanteil, b) zweifarbig mit höherem Weißanteil am Gesicht und Körper.
Snowshoes sind anschmiegsam und lautfreudig, haben aber eine weiche Stimme.

## Entstehung
Bereits in den 1950er Jahren gab es erste Versuche, Katzen mit Pointzeichnung („Siamzeichnung“) und weißen Füßen zu züchten. Als Begründerin der Rasse gilt allerdings die Siamkatzen-Züchterin Dorothy Hinds-Daugherty aus Philadelphia, USA, die in einem Wurf von Siamkatzen drei Kitten mit weißen Abzeichen fand. Durch Auskreuzen mit Amerikanischen Kurzhaarkatzen und Rückverpaarung mit Siamkatzen gelang es ihr, die typische Zeichnung der Snowshoe zu festigen. Zur Anerkennung als experimentelle Rasse bei den Zuchtverbänden CFF und ACA wurde die Snowshoe 1974 von Vikki Olander gebracht. Allerdings sank das Interesse an der Snowshoe, so dass bis 1977 nur vier Tiere registriert wurden. Durch die Bemühungen von Jim Hoffmann und Georgia Kuhnell gelang es schließlich, die Rasse wieder aufleben zu lassen. 1982 erhielt die Snowshoe Championship-Status bei der CFF. Die Zuchtverbände TICA und ACFA folgten.
In Großbritannien ist der Weiterbestand der Rasse vor allem von Mollie Southall und ihrer Coldenufforsnow-Cattery zu verdanken, nachdem es 1998 mit Maureen Shackell nur noch eine Snowshoe-Züchterin im Land gab.
Die Anerkennung in Deutschland wurde von den Familien Nötzig und Heintrof mit der Zwingergemeinschaft Nö-Heis vorangetrieben. Anders als in den USA ist in Deutschland eine Verpaarung der Snowshoe mit Siamesen nicht erlaubt. Als Outcross dienten hier vor allem Heilige Birma, Ragdoll, Britisch Kurzhaar und Europäisch Kurzhaar.

## Kurzinfos
- Ursprungsort: USA

- Entstehungszeit: 1960er-Jahre

- Gewicht: 2,25 - 5 kg.

- Wesen: aktiv und freundlich

- Farbschläge: Seal, Chocolate, Blau und Lilac mit Weiß (beide Fellmuster)

## Körperliche Merkmale
- Kopf: breit, leicht keilförmig, mit leichtem Stop im Profil

- Augen: mittelgroß, oval und blau

- Ohren: mittelgroß bis groß

- Körper: mittelgroß und mäßig bemuskelt

- Fell: kurz, glatt, dicht anliegend, ohne nennenswerte Unterwolle

- Schwanz: mitteldick, sich „verjüngend“